# معركة تينيان

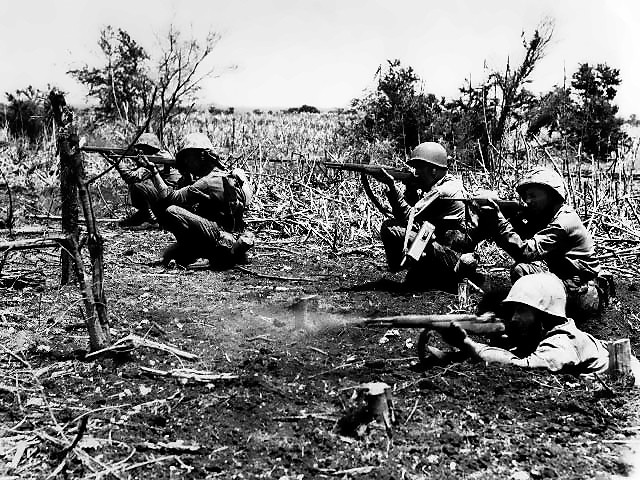
مشاة البحرية يمشطون جزيرة تينيان

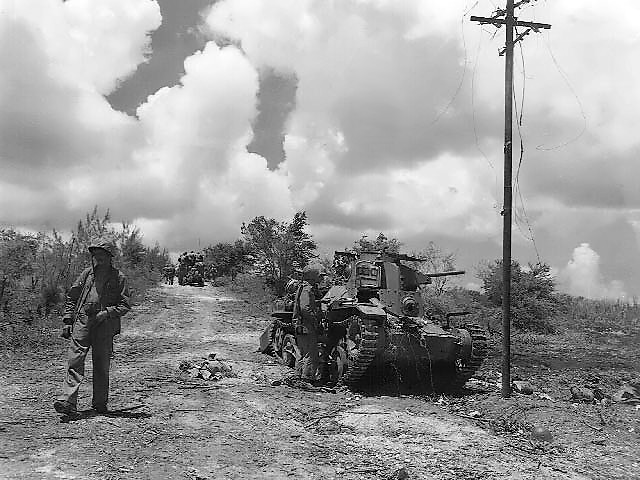
مشاة بحرية يتفقدون دبابة يابانية أعطبت خلال القتال

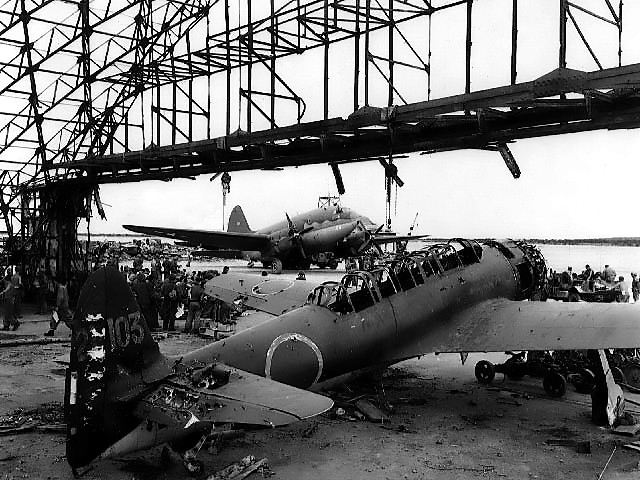
طائرة يابانية محطمة في حظيرة في جزيرة تينيان، 30 يوليو 1944

معركة تينيان (بالإنجليزية: Battle of Tinian)، كانت إحدى معارك حملة المحيط الهادئ خلال الحرب العالمية الثانية، وقعت في جزيرة تينيان ضمن جزر ماريانا من 24 يوليو حتى 1 أغسطس 1944. حيث سُحق بها حامية يابانية قوامها 8,000 رجل وانضمت الجزيرة إلى سايبان وغوام كقواعد للقوة الجوية العشرين.:72

## خلفية تاريخية

خريطة المعركة

اعتُمد هجوم من شقين عبر وسط المحيط الهادئ والفلبين خلال مؤتمر القاهرة لعام 1943.:8 8 عملية جرانيت 2، كانت البحرية الأمريكية قد ابتكرت إستراتيجية الوثب بين الجزر، داعية إلى الاستيلاء على سايبان وتينيان وغوام.:8 كانت جزر غيلبرت ومارشال قد سقطت بحلول صيف 1944، في حين تُركت بعض الحاميات اليابانية لتموت جوعاً.:7 بعد انتهاء معركة سايبان في 9 يوليو، بدأت الولايات المتحدة الاستعدادات مهاجمة تينيان القريبة.
كانت تينيان جزءاً من انتداب البحار الجنوبية اليابانية. وبحلول يونيو 1944، كان عدد سكانها قد بلغ 15,700 مدنياً يابانياً، بما في ذلك 2,700 من العرق الكوري و22 من عرقية شامورو.
كان اليابانيون المدافعون عن الجزيرة، من فوج المشاة الخمسين، الذي كان في الأصل جزءاً من الفرقة 29، بقيادة العقيد كيوتشي أوغاتا. وفي 12 مايو 1943، كان هناك أيضاً 2,349 جندياً من مشاة البحرية من وحدة القوات الخاصة الثالثة (第 3 特別 根 地 隊، داي-3 توكوبيتسو كونكيوتشيتاي) و950 من مشاة البحرية من الحرس البحري السادس والخمسين، الذين انتقلوا من تراك. كان هؤلاء الجنود تحت قيادة كايغون-تايسا (رتبة تعادل نقيب) غويتشي أويا. تولت القوات البحرية الدفاع عن المطارات، لأنها تنتمي إلى مرافق الطيران البحري. كما استولت القوات البحرية اليابانية على جميع المدفعية الثقيلة حول المطارات و39 مدفعاً مضاداً للطائرات الثقيلة، التي أقيمت مباشرة حول المنحدرات. بالإضافة إلى ذلك، كان هناك طواقم بناء وفنيو طيران وموظفون، بحيث دافع ما مجموعه حوالي 4,110 جنود من وحدات مختلفة عن المطارات. كان مقر الأدميرال كاكوجي كاكوتا، قائد الأسطول الجوي الأول، في مانيلا، لكنه كان في تينيان في جولة تفقدية عندما بدأ الغزو. لم يمارس كاكوتا أي سلطة قيادية على قوات الجيش في الجزيرة ولم تخضع القوات البحرية لقيادته المباشرة.:31
بدأ القصف البحري الأمريكي في 16 يوليو، من بوارج وخمس طرادات وستة عشر مدمرة.:75 أصيبت البارجة كولورادو والمدمرة نورمان سكوت بواسطة المدفعية الساحلية اليابانية عيار 150 ملم. حيث تلقت كولورادو 22 ضربة، مما أسفر عن مقتل 43 رجلاً وإصابة 198. وضُربّت نورمان سكوت ست مرات، مما أدى لمقتل القبطان، سيمور أوينز و18 من بحارته، بالإضافة إلى جرح 47.:76

## وصلات خارجية
- المعركة من أجل جزر ماريانا على يوتيوب